# Albert Arnold Gore, Sr.
Pour les articles homonymes, voir Gore.
Albert Arnold Gore Sr. dit Al Gore Sr. (né le 26 décembre 1907 Granville (en) et mort le 5 décembre 1998 à Carthage) est un homme politique américain, père de l'homme politique Al Gore.

## Biographie
Il a été élu à la Chambre des représentants des États-Unis et sénateur du Parti démocrate de l'état du Tennessee de 1952 à 1970. Armand Hammer figure parmi les financiers de la carrière politique du sénateur Albert Arnold Gore Sr[réf. à confirmer] qui travaillait à la défense des intérêts de l'Occidental Petroleum, propriété d'Armand Hammer.
Son opposition à la guerre du Viêt Nam a contribué à sa défaite en 1970.

## Vie privée
Il était chrétien baptiste, membre de l’Église baptiste missionnaire de New Salem à Elmwood, Tennessee.